# К.Т. Келлер
Кауфман Тума Келлер, также известный как К. Т. Келлер (англ. K. T. Keller, 27 ноября 1885, Маунт-Джой, США — 21 январь 1966, Лондон, Великобритания) — американский изобретатель, исполнительный директор, президент (1935—1950) и председатель правления (1950—1965) Chrysler Corporation. Известен идеей создания Детройтского Арсенала, а также участием в Манхэттенском проекте.

## Биография

### Ранние годы
Кауфман Тума Келлер родился 27 ноября 1885 года в городе Маунт-Джой, штат Пенсильвания, США. Его отец Закария Келлер был фермером и разводил лошадей, мать — Кэрри (Тума) Келлер. С раннего возраста Кауфман помогал отцу в амбаре. Он вычесывал лошадей и следил за стойлами. В 13 лет Келлер получил свою первую работу. Во время летних каникул он работал на предприятии, занимающимся пошивом платков. На нем трудилось около пятидесяти человек, большую часть персонала составляли женщины. Кауфман шил на швейной машине. После того как закончились каникулы и началась учёба в школе, он устроился в небольшую компанию, которая производила кухонное оборудование. Келлер работал в свободное от школы время, занимаясь сборкой бытовой техники. В следующем году он получил первый опыт работы с перфоратором. После окончания школы в 1903 году Келлер покинул свой родной город. Он переехал в Ланкастер для учёбы в Wade Business College, который находился в 12 милях от Маунт-Джой. Там он занимался стенографией, машинописью, двойной бухгалтерией и торговым правом. В 16 лет ему предложили работу в городе Литиц и он стал задумываться о свадьбе с местной девушкой, но его отец и дед были против, поскольку, по их мнению, он был ещё мал и ничего не видел в жизни. Он мало где бывал, а единственным его путешествием была поездка по Филадельфии на машине с отцом. Поэтому семья купила Келлеру билет второго класса на пароход Olympic, который следовал до Великобритании. Мать посоветовала сыну не волноваться по поводу девушки, поскольку путешествие предполагало быть не долгим, длиной в несколько недель. Для личных нужд на время путешествия он получил 50 долларов.
Путь до Лондона занял три дня и однажды, сидя на палубе Кауфман познакомился с человеком, который предложил ему работу секретаря. За эту работу он предлагал зарплату семь с половиной долларов и оплату расходов на проживание. Этого человека звали Джон Куинси Адамс Генри, он был баптистским пастором, евангелистом воздержания. Кауфман решил, что эта работа поможет ему сохранить деньги для свадьбы со своей девушкой. Работа пастора нанявшего Келлера состояла в разговоре с различными людьми с алкогольной зависимостью для того, чтобы они отказались от алкоголя и подписали письменную клятву. Кауфман находился в поездке уже шесть недель, когда получил письмо от матери в котором говорилось, что его невеста вышла замуж за другого. Келлер остался в Великобритании и в общей сложности проработал три года с баптистским пастором. Он побывал в различных местах Соединенного королевства. Келлер путешествовал по Британским островам, от Инвернесса до Уэльса. Он останавливался в различных местах и знакомился с самыми разными людьми: был знаком с лордом-мэром Глазго, с главным кузнецом верфи Swan Hunter & Wigham Richardson на реке Тайн, там он был свидетелем строительства судна Mauretania. Келлеру удалось познакомиться с шахтерами и участвовать в добычи угля в городе Понтгаррег, Уэльс. Все это было удивительным опытом для Келлера и усиливало его желание работать в промышленности.

### Карьера в автомобильных компаниях
В 1906 году Келлер вернулся в США с пятьюдесятью долларами. Он отправился в Питтсбург и устроился там на завод Westinghouse Machine Company помощником секретаря управляющего завода, где получал шестьдесят пять долларов в месяц. На третьем месяце работы, Келлер пошел к своему начальнику мистеру Бартону и сказал: 
Мистер Бартон, я здесь не на своем месте. У всех здесь есть работа, которую я хотел бы иметь, они ранее работали на фабрике или учились в колледже. У меня нет высшего образования, у меня нет денег, чтобы получить его, или родителей, чтобы мне помочь. Я хотел бы стать учеником мастера
Мистер Бартон удовлетворил просьбу Келлера, он стал учеником мастера с оплатой двадцать центов в час, что было существенно ниже его зарплаты секретаря. В 1907—1908 годах он трудился в цехах, когда там производили двигатели для автомобилей Chalmers и Chalmers 30. Вскоре Келлер вырос до помощника главного механика. Он работал в Westinghouse Machine Company с 1906 по 1910 год. Затем мистер Бартон и ещё пара его коллег переехали в Детройт. Они запустили завод по производству осей для автомобилей Chalmers и Hudson и пригласили Келлера стать главным инспектором. Келлер принял предложение и стал получать 150 долларов в месяц. Он работал несколько лет на разных должностях в Metzger Motor Car Company и Hudson Motor Company. Осенью 1911 года мистер Бартон перешел в General Motors, куда пригласил и Келлера. Следующие шестнадцать лет он работал в General Motors. В 1913 году, его назначили суперинтендантом Northway Motors (подразделение General Motors занимающееся двигателями). В 1917 году Келлер перешел в другое подразделение General Motors — Buick. Там он познакомился с Уолтером Крайслером, которым очень восхищался, что позже стало причиной его перехода в компанию Крайслера. Во время Первой мировой войны Келлер участвовал, в качестве главного механика, в создании авиационного двигателя Liberty L-12. В 1919 году Уолтер Крайслер получил должность секретаря вице-президента в General Motors и нашел должность для Келлера. В 1921 году Келлера выбрали вице-президентом и генеральным директором Chevrolet (подразделение General Motors) для того, чтобы он осуществил реорганизацию компании. После выполнения своей работы в 1924 году Кауфмана отправили реорганизовать канадский General Motors. Постоянные переезды утомляли Келлера и его детей, в 1926 году он ушел из General Motors и пошел работать в Chrysler, где стал вице-президентом. В 1928 году Уолтер Крайслер купил Dodge, а Келлер принялся реорганизовывать только что приобретенную компанию. В 1935 году Кауфман Келлер стал президентом Chrysler, на этом посту он оставался до 1950 года. Смерть Уолтера Крайслера в 1940 году стала сильным ударом для Келлера.

### Манхэттенский проект
Под руководством Келлера Chrysler принимал участие в Манхэттенском проекте. Однажды полковник Эдгар Гарбиш позвонил Кауфману для того, чтобы организовать встречу с ведущими специалистами Манхэттенского проекта: генералом Лесли Гровсом, Кеннетом Николсом и Парсевалем Кейтом. Гарбиш намекнул Кауфману, что проект является секретным и предупредил, что в детали должно быть посвящено как можно меньше людей. Кауфман выбрал несколько помощников: вице-президента по проектированию Фреда Зедера и начальника отдела эксплуатации Германа Веклера. На встрече в Детройте группа, работавшая над Манхэттенским проектом, предоставила компании Chrysler техническое задание оборудования, которое требовалось изготовить. Во время встречи Келлер и другие сотрудники компании не знали над чем им предстоит работать. Задача Chrysler состояла в создании диффузионных установок для обогащения урана. При их производстве было необходимо большое количество никеля, поскольку этот химический элемент не подвергался коррозии во взаимодействии с гексафторидом урана. Проблема была в том, что постройка установок из чистого никеля предполагала использование двухгодичного запаса этого вещества в США, что было проблематично так как никель использовался и на других производствах. Однако доктор Карл Хойсснер, работавший в Chrysler, нашел решение. Он предложил применять тонкий гальванический никель на стали, что позволило использовать в тысячу раз меньше никеля при строительстве установок и тем самым сохранить запасы этого вещества. В 1943 году был заключен контракт на 75 миллионов долларов между Правительством США и Chrysler на производство 3500 диффузионных установок для обогащения урана, которые затем были размещены на объекте К-25 в Оук-Ридж. Таким образом компания Chrysler под руководством Келлера сделала важный вклад в создание установок для обогащения урана в рамках Манхэттенского проекта.

### Государственная служба и научная деятельность
Во время Второй мировой войны Келлер предложил создать Detroit Tank Arsenal, который производил технику для нужд Армии США. Всего с 1941 по 1945 год было произведено 25 тысяч танков, однако этот завод, кроме того, выпускал двигатели и части фюзеляжа для бомбардировщика B-29, артиллерийские орудия, а также другие военные изделия. В 1946 году за большой вклад в военную промышленность Келлер был награждён президентской медалью «За заслуги». В 1947 году он был назначен председателем Консультативного комитета президента по торговому флоту, который занимался восстановлением торгового флота США после войны. В 1950 году Келлер ушел с поста президента Chrysler уступив должность Лестору Колберту, после чего оставался председателем правления до 1956 года. Во время корейской войны, 24 октября 1950 года президент Гарри Труман назначил Келлера директором департамента управляемых ракет Министерства обороны США, где он занимался вопросами разработки, развития и производства управляемых ракет. Под его руководством работало пятнадцать тысяч человек: четыре тысячи в правительстве и одиннадцать тысяч в частных компаниях-подрядчиках. За время работы на этой должности он получил прозвище The Missile Tzar (Царь ракет), а также лично познакомился с Вернером фон Брауном. Результатом его работы стало введение в эксплуатацию первого в мире зенитного ракетного комплекса «Найк-Аякс», а также других передовых ракетных комплексов. В 1956 году Дуайт Эйзенхауэр стал президентом США и Келлер продолжал свою работу на протяжении нескольких месяцев, однако вскоре он ушел поскольку его стиль управления не сочетался со взглядами новой администрации. На этой должности он проработал до 17 сентября 1956 года.
Келлер имел большой опыт работы инженером, поэтому он понимал важность научного прогресса как в гражданском, так и в военном производстве. Он участвовал в симпозиуме «Физика в автомобильной промышленности», проходившем в институте физики Мичиганского университета. Кроме того, Келлер был членом Научно-консультативного комитета армии. Этот комитет состоял из 60 ученых, инженеров и промышленников и предоставлял рекомендации министру обороны США по научнотехническим вопросам. Келлер стал членом комитета ещё в 1951 году во время его образования и был одним из первых его участников. В 1960 году Келлер получил статус почетного члена комитета, а в 1965 году стал старшим консультантом. Он активно работал в этой организации вплоть до своей кончины. Кроме того, Келлеру принадлежит около 10 патентов. По большей части это различные конструктивные решения для автомобилей:
| №  | Номер патента, дата регистрация и компания в которой он был разработан | Название изобретения                                      | Описание |
| -- | ---------------------------------------------------------------------- | --------------------------------------------------------- | --- |
| 1  | US1547125A 1925.01.21 General Motors                                   | Valve manufacture                                         | Предлагаемое устройство клапана является простым, недорогим и надежным. |
| 2  | US1587236A 1926.06.01 General Motors                                   | Steering wheel                                            | Конструкция рулевого колеса позволяет уменьшить затраты на производство, делает его более прочным. |
| 3  | US1840106A 1932.01.05 Chrysler                                         | Transmission                                              | Основные характеристики настоящего изобретения: усовершенствованная зубчатая передача трансмиссии, имеющая четыре передаточных числа в прямом направлении и передачу заднего хода; практическая бесшумность при работе на каждой отдельной передаче. |
| 4  | US2345343A 1944.03.28 Chrysler                                         | Sprocket gear and method of making the same               | Данный патент связан со способом улучшения конструкции ведущего колеса и методов его изготовления. |
| 5  | US2562618A 1951.07.31 Chrysler                                         | Grinding wheel knife sharpening attachment                | Приспособление для шлифовального круга, позволяющее более точно направлять движения лезвия ножа по поверхности круга. |
| 6  | USD162840S 1951.04.10 Chrysler                                         | Combination license plate holder and signal light housing | Конструкция, объединяющая номерной знак и сигнальную лампу |
| 7  | US2610083A 1952.09.09 Chrysler                                         | Vehicle door with spare tire compartment                  | Хранилище для запасных шин в автомобиле. Отсек доступен с внешней стороны транспортного средства и не занимает место внутри салона. |
| 8  | US2631886A 1953.03.17 Chrysler                                         | Spare tire mounting                                       | Улучшение конструкции для установки и хранения запасных колес. |
| 9  | US2632668A 1953.03.24 Chrysler                                         | Limousine partition                                       | Патент относится к выдвижной перегородке автомобиля, отделяющей переднюю часть от задней. |
| 10 | US2675065A 1954.04.13 Chrysler                                         | Spring cushion structure                                  | Настоящее изобретение относится к пружинам подушек, используемых в автомобильных сиденьях. |

С 1942 по 1962 год Келлер был членом Комиссии Детройтского института искусств, а с 1953 по 1960 год занимал должность её президента. Помимо этого, он входил в общество основателей данного учреждения и являлся его меценатом. 21 января 1966 года, находясь в Лондоне по делам комиссии, Кауфман Келлер в возрасте восьмидесяти лет умер от коронарного тромбоза. У Келлера была семья: жена Аделаида (ушла из жизни в 1961 году) и два сына Роберт и Ричард.